# 유병훈 (농구 선수)
유병훈(1990년 10월 26일 ~ )은 한국 프로 농구 부산 KCC 이지스 소속 농구 선수이다. 2012 ~ 2013 KBL 드래프트에서 전체 3순위로 창원 LG에 지명되었다.